# Perfect Stranger (countryband)
Perfect Stranger was van 1986 tot 2010 een Amerikaanse countryband. De belangrijkste hit werd in 1995 bereikt met het nummer You have the right to remain silent.
De band werd in 1986 opgericht in Carthage in de staat Texas. De leidende figuren achter de band waren de gitarist Richard Raines en de bassist Shayne Morrison. Andere leden waren de zanger Steve Murray en de drummer Andy Ginn. In de beginjaren speelde de bands in allerlei kleine bars en speelhallen.
In 1992 namen ze een eerste album op bij een muziekstudio in Nashville en in 1995 verscheen hun album You have the right to remain silent bij Curb Records. Het bereikte nummer 7 in de Top Country Albums en de titelsong werd hun grootste hit, op nummer 4 in de Hot Country Songs en nummer 64 in de Billboard Hot 100. In de jaren erna behaalden ze nog enkele kleine countryhits.
In 1998 nam Marty Arbter de plaats in achter de drums. Er verschenen geen reguliere albums meer en in 2001 werd nog het album The Hits uitgebracht, eveneens bij Curb. Het album bereikte geen hitnotering. In de jaren erna trad de band weer op in de kleine horecagelegenheden waar het eerst ook te vinden was geweest. In 2009 werd nog een laatste album uitgebracht en het jaar erop werd de band opgeheven.

## Discografie
Singles
| Jaar | titel                               | Hot Country Songs | opmerkingen                       |
| ---- | ----------------------------------- | ----------------- | --------------------------------- |
| 1994 | Ridin' the Rodeo                    | -                 |                                   |
| 1995 | You have the right to remain silent | 4                 | op nr. 61 in de Billboard Hot 100 |
| 1995 | I am a stranger here myself         | 52                |                                   |
| 1996 | Remember the ride                   | 56                |                                   |
| 1996 | Cut me off                          | -                 |                                   |
| 1997 | Fire when ready                     | 62                |                                   |
| 1999 | A little bit more of your love      | 66                |                                   |
| 2000 | Coming up short again               | 75                |                                   |
| 2001 | The hits                            | -                 |                                   |
| 2001 | Miracle                             | -                 |                                   |
| 2009 | Turn around point                   | -                 |                                   |

Albums
- 1994: It's up to you
- 1995: You have the right to remain silent, nr. 7 in de Top Country Albums
- 2001: The Hits
- 2009: Shake the world

Muziekvideo's
- 1994: Ridin' the rodeo
- 1995: You have the right to remain silent
- 1995: I am a stranger here myself
- 2001: Miracle